# Caldecott (Rutland)
Caldecott – wieś w Anglii, w hrabstwie Rutland. Leży 15 km na południe od miasta Oakham i 122 km na północ od Londynu. W 2001 miejscowość liczyła 256 mieszkańców.